# كنافة

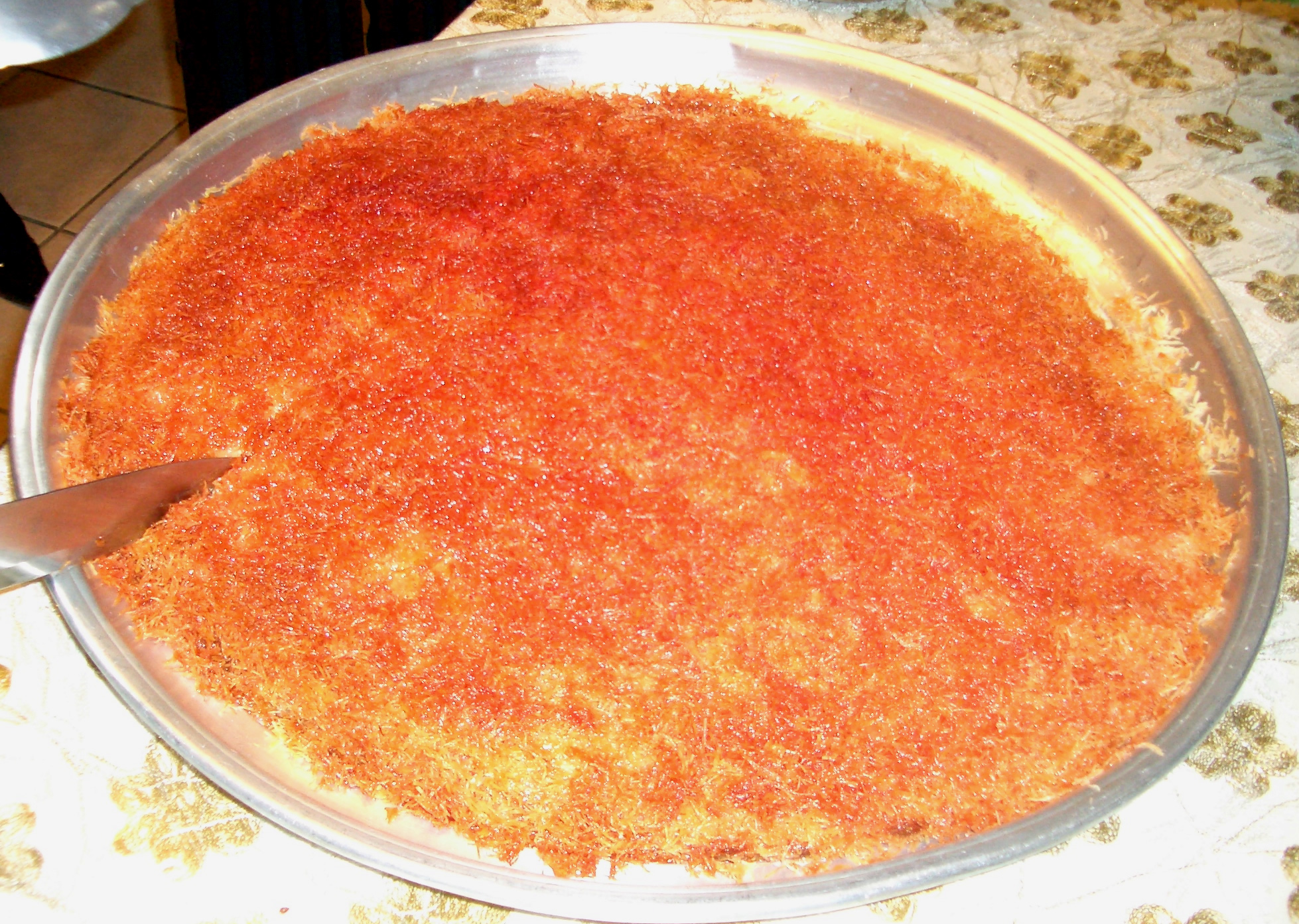
كنافة

الكنافة أو القطايف (في الجزائر وتونس) هي حلوى تتكون من خيوط عجين، يضاف إليها السمن والسكر والمكسرات. والكنافة تعدّ إحدى أشهر الحلويات في بلاد الشام، ومصر، خاصة في فلسطين، حيث تشتهر الكنافة النابلسية، فهي من الحَلَوِيَّات الدارجة في جميع الفصول والمواسم، ويكثر تحضيرها على وجه الخصوص في شهر رمضان؛ فهي تُنَشِّط الصائم بعد الإفطار، وَتَمُدُّه بالطاقة والسعرات الحراريّة اللازمة له؛ فهي غَنِيَّة بكميات كبيرة من السكر والفيتامينات وتحتوي على كميّات كبيرة من البروتينات واليود والحديد والفسفور. كما تُقَدَّم الكنافة في جميع الحفلات والمناسبات، كالأعراس والولائم ومناسبات النجاح والاجتماعات العائلية؛ يجب الاعتدال في تناولها حتى لا تُسَبِّب الضرر والسمنة. وبالإضافة لاشتهارها في معظم البلدان العربية، تشتهر الكنافة أيضاً في تركيا والقوقاز واليونان. وتُقدَّم أحياناً مع الشاي أو القهوة.
في كثير من الروايات يشار إلى أن الكنافة عرفت في عصر الدولة الأموية، وقد صنعت خصيصاً للخليفة الأموي الأول معاوية بن أبي سفيان، حيث قدمت له طعاماً في السحور أثناء ولايته في دمشق.
وهذا يعني أن أول ظهور للكنافة كان في بلدان الشام، ولكن من الصعب تأكيد قصة معاوية، برغم أن اسم الكنافة صار مرتبطاً به، حيث أصبحت تعرف بـ «كنافة معاوية».
وتقول الدكتورة الشيماء الصعيدي، الباحثة بمركز أطلس المأثورات الشعبية بمصر، إن صانعي الحلوى في الشام هم من اخترعوا وابتكروا الكنافة بجانب القطائف، وقدموهما خصيصًا إلى معاوية بن أبي سفيان، حينما كان واليًا على الشام، حيث يُقال إن معاوية كان أول من صنع الكنافة من العرب حتى إن اسمها ارتبط به فقالوا «كنافة معاوية».
وحسب الصعيدي، كان معاوية يحب الأكل، فشكا إلى طبيبه ما يلقاه من جوع في الصيام، فوصف له الطبيب الكنافة التي كان يتناولها في فترة السحور حتى تمنع عنه الجوع في نهار رمضان.
ووفق الصعيدي، قيل إن الكنافة صُنعت خصيصًا لسليمان بن عبد الملك الأموي لهذا فإن أهل الشام يُعدُّون من أبرع المختصين بصنع الكُنافة.

## التسمية
كلمة كنافة مُشتقة من الكلمة العربية كَنَف وتعني الإحاطة.

## الأنواع
للكنافة أنواع عديدة منها:
- الكنافة الناعمة: تكون عجينتها ناعمة جداً.
- الكنافة الخشنة: تكون الشَّعِيِرِيَّة المستخدمة في تحضيرها طويلة.
- الكنافة المحيّرة: تُحَضَّر من الناعمة والخشنة معاً.
- الكنافة المبرومة: تكون الشَّعِيِرِيَّة المستعملة في تحضيرها أيضاً طويلة وهي مبرومة الشكل.

## أشكالها

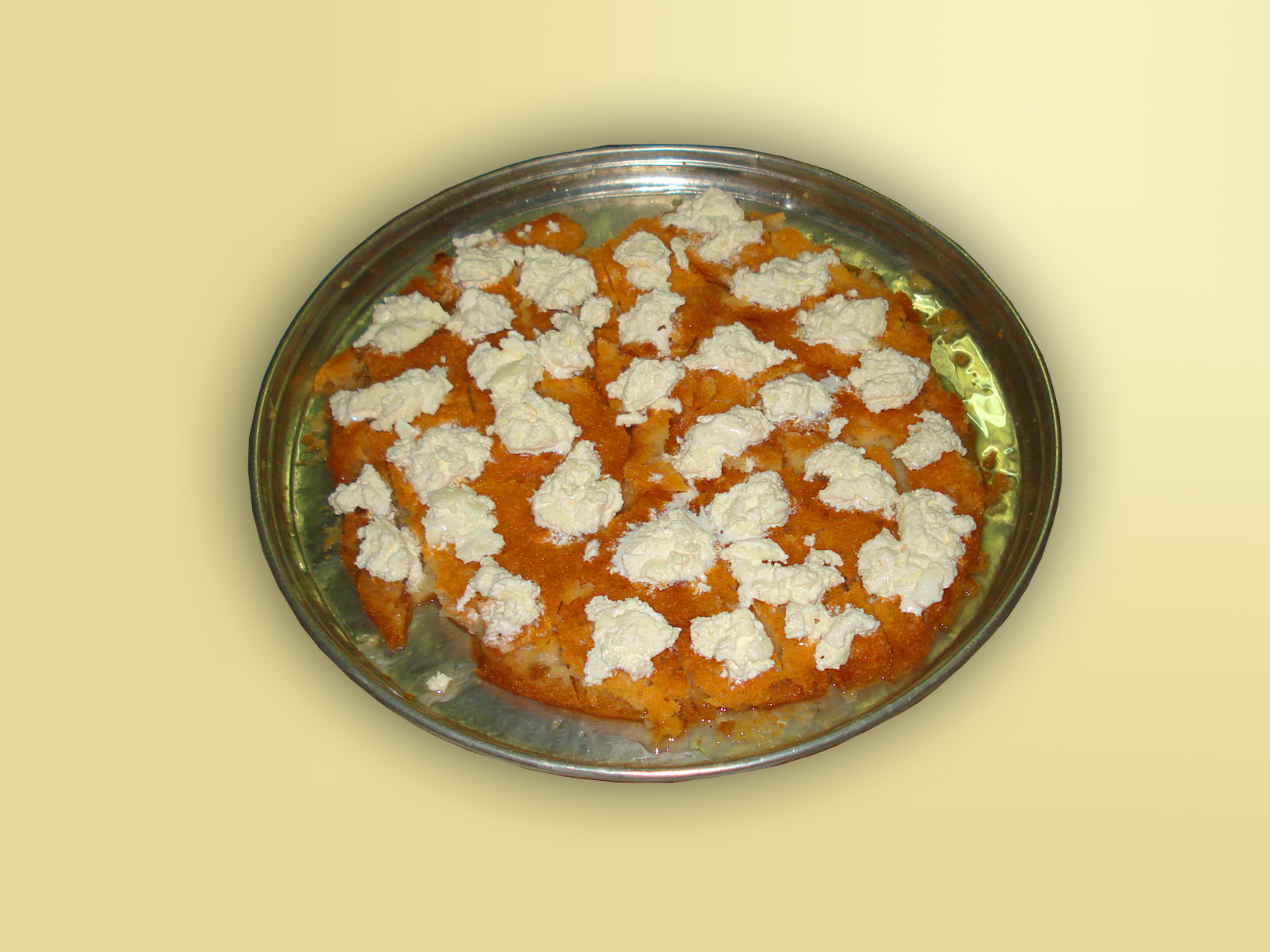
صينية كنافة بالقشطة

### كنافة نابلسية
وقد نشأت في مدينة نابلس في فلسطين، وهي لا زالت إلى الآن مشهورة في تلك المدينة. وتتكون الكنافة النابلسية من الجبن الأبيض، وسطح من القمح المهشوم، مُغطى بشراب السكر. وتعد الكنافة النابسلية من أشهر الأنواع في الشام. وقد تم تحضير أكبر صحن كنافة بأطوال 75×2 متر، ووزن 1,350 كيلوجرام في مدينة نابلس في 2009م كمحاولة لتسجيلها كأكبر كنافة في موسوعة غينيس للأرقام القياسية، وبذلك دخلت الكنافة النابلسية موسوعة غينيس للأرقام القياسية بتاريخ 18\7\2009.
- كنافة بالقشطة.
- كنافة بالجبن.

### كنافة غزاوية

الكنافة الغزاوية

الكنافة الغزاوية هي نوع فلسطيني من الكنافة يتميز به قطاع غزة، وهي مصنوعة من مجموعة متنوعة من المكسرات والتوابل الغزية، مع استبدال الجبن بجوزة الطيب والقرفة.

### شوكولاتة دبي
هي نوع من ألواح الشوكولاتة، تحتوي حشوته على قطائف وفستق. تم تحضيره لأول مرة على يد شركة - Fix Dessert Chocolatier في مدينة دبي عام 2021، تحت الاسم التجاري Can't Get Knafeh of It. أصبح هذا المنتج شعبيا في عام 2024 بعد الترويج له من قبل المؤثرين الشعبيين عبر وسائل التواصل الاجتماعي.

### كنافة حلبية
وتسمى أحيانًا بالكنافة المفروكة، وهي على عكس باقي أنواع الكنافة الأخرى فهي لا يتم ضغطها على الصينية، وتعتمد على التحميص، ويتم تزيينها بالمكسرات الحلبية الشهيرة.

### كنافة مبرومة

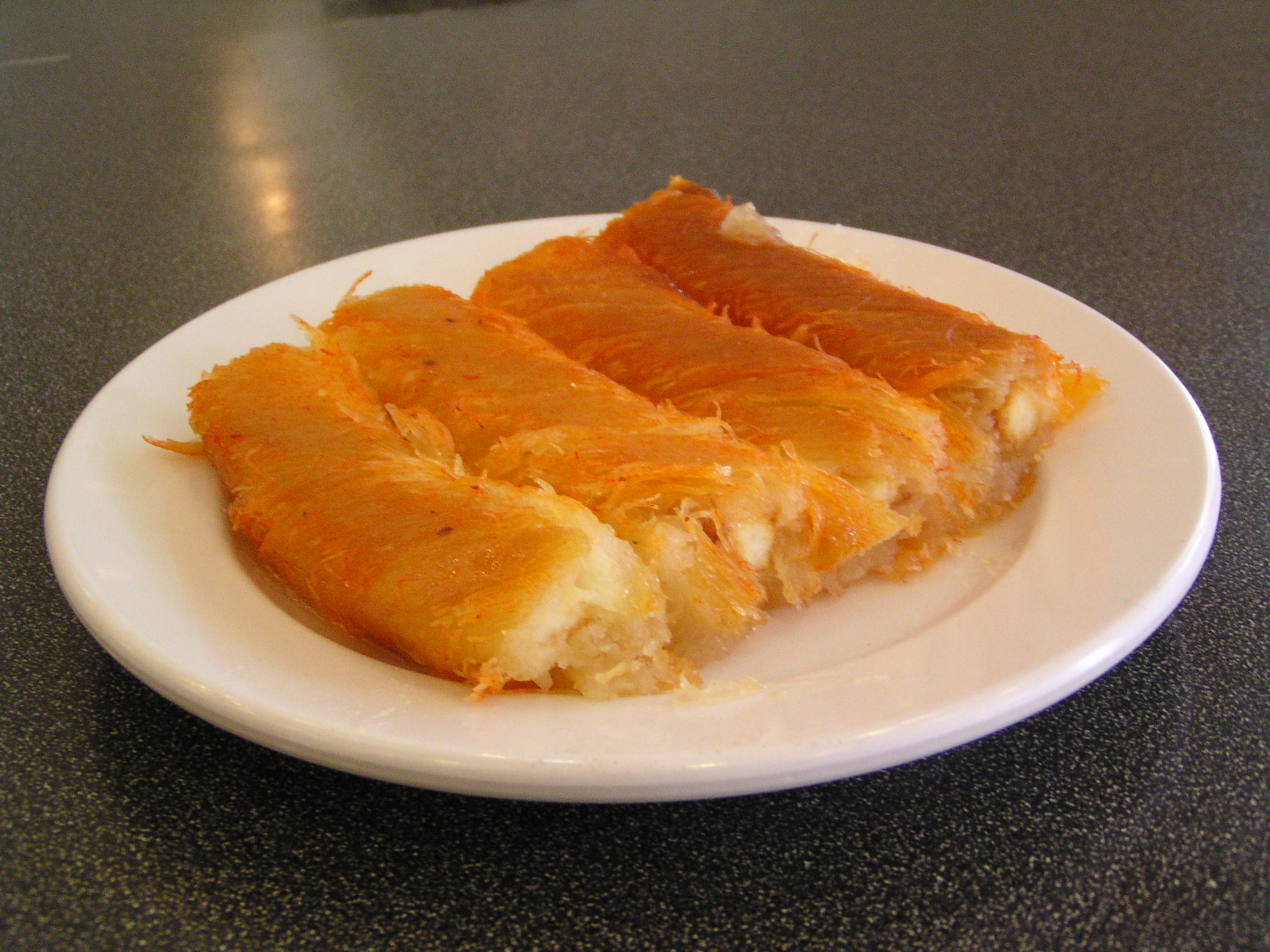
كنافة مبرومة

نوع من الكنافة سهلة التحضير، ومناسبة جداً لتقديمها في المناسبات السعيدة والتجمّعات الكبيرة، إذ لا تحتاج لمجهود في تقسيمها أو تحليتها بالقطر، وَتُقَدَّم مع القهوة العَرَبِيَّة.

### كنافة بالجبن
تعدّ الكنافة بالجبن أحد أهم أنواع الكنافة، وهي ذات شهرة واسعة في العديد من المناطق في بلاد الشام وأهمّها مدينة نابلس الفِلَسطِينية، كما أنّها باتت معروفةً في معظم دول العالم، فهي من الحلويات التي تُقدّم في كافّة المناسبات السعيدة

#### معلومات صحية

كنافة بالجبن

تحضر الكنافة بالجبن باستخدام المفروكة أو عجينة الكنافة الجاهزة، الزبدة، جبن العكاوي والطحين. أما القطر فَيُحَضَّر باستخدام السكر، ماء الورد، ماء الزهر وعصير الليمون الحامض. تحتوي قطعة الكنافة (250غ تقريباً) بحسب موقع شهية، على المعلومات الغذائية التالية:
- السعرات الحرارية: 961
- الدهون: 47
- الدهون المشبعة: 27
- الكوليسترول: 114
- الكاربوهيدرات: 120
- البروتينات: 18

### كنافة البوظة

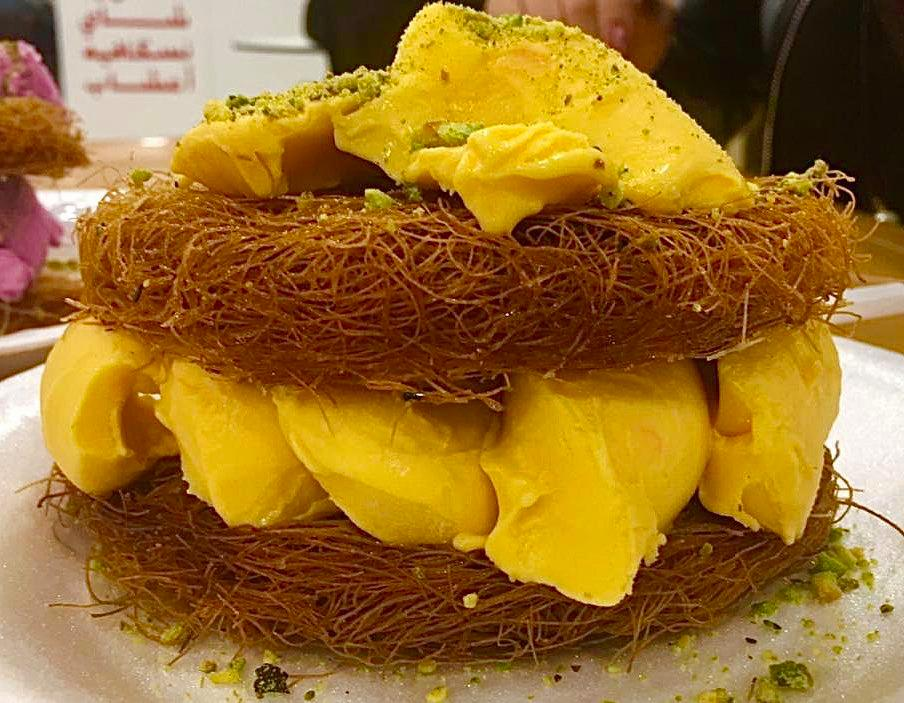
كنافة البوظة في الأردن

هي أحد أنواع الحلويات الحديثة التي يتم تحضيرها عن طريق دمج الكنافة مع البوظة عن طريق وضع طبقة من عجينة الكنافة الهشة وفوقها طبقة من البوظة بمختلف نكهاتها ومن ثم وضع طبقة أخرى من عجينة الكنافة، وهناك من يقوم بوضع بعض الإضافات مثل الفستق الحلبي أو الفواكه أو العسل أو القشطة. وتنتشر كنافة البوظة في مختلف أنحاء العالم وفي بلاد الشام عامة و نابلس و شوارع الأردن خاصة، حيث يتم تحضيرها خلال دقائق بنكهات مختلفة مثل التوت والبوظة العربية والليمون والفراولة والمانجا، ويتم أكلها فور تقديمها، ويتم تقديم القهوة العربية أو القهوة التركية أو القهوة الأمريكية بجانبها.

### كنافة حطاوية
هي نوع الكنافة المطبوخ في حطاي، محشوَّة بالجبن الحطاوي الشبيه بجبن الموتزاريلا، مَسقِيَّة بشراب خاص مثنوع من الماء والسكر والليمون.
في عام 2012 وافقت المفوضية الأوروبية على كنافة أنطاكيا بوضعها مؤشرًا جغرافيًّا محميًّا (PGI).

## وصلات خارجية
- تحضير الكنافة